# Peter Schneider (Eishockeyspieler)
Peter Schneider (* 4. April 1991 in Klosterneuburg) ist ein österreichischer Eishockeyspieler, der seit Mai 2021 beim EC Red Bull Salzburg aus der österreichischen ICE Hockey League unter Vertrag steht.

## Karriere
Schneider begann seine Karriere im Nachwuchsbereich der EAC Pinguine in Klosterneuburg, ehe er sich dazu entschied, für die Jugendmannschaften des HC České Budějovice zu spielen. Dort war er bis 2009 aktiv, ging dort zur Schule und legte später seine Matura in Tschechien ab, ehe er zum HC Znojemští Orli wechselte. Nach einer erfolgreichen Saison ging es für Schneider in die Jugend des slowakischen KHL-Klubs HC Slovan Bratislava. Nach neun Spielen war für Schneider allerdings Schluss und es ging zurück zu Orli Znojmo. Nach 30 Punkten in 29 Spielen bekam Schneider ein Angebot aus der United States Hockey League von den Indiana Ice und wechselte zum ersten Mal in seiner Karriere nach Nordamerika.
In der Saison 2010/11 erzielte Schneider 30 Tore und 23 Assists in 55 Spielen, woraufhin die Eishockeyabteilung der University of Notre Dame auf ihn aufmerksam wurde und ihn mit einem 4-Jahres-Vertrag ausstattete. In den vier Saisonen in der National Collegiate Athletic Association erzielte er 47 Punkte in 138 Spielen. In der Saison 2012/13 wurde er Meister der NCAA.
Als Schneider aus seinem Juniorenalter raus war, wechselte er zu den Indy Fuel in die ECHL. Nach guten Leistungen wechselte er ligaintern zu den Florida Everblades. Nach zehn Spielen wechselte er allerdings wieder den Verein und kam zu den Kalamazoo Wings, bei denen er seine punktbeste ECHL-Saison spielte – in 51 Spielen erzielte Schneider 20 Tore und 30 Assists.
Im November 2017 wechselte Schneider wieder zurück nach Europa, zu den Vienna Capitals in die EBEL. In der Saison 2018/19 scorte er während der regulären Saison 69 Punkte und hatte damit erheblichen Anteil an der Playoff-Finalteilnahme seines Teams, das jedoch gegen den EC KAC verloren ging.
Zur Saison 2019/20 unterzeichnete er einen Einjahresvertrag beim EHC Biel aus der Schweizer National League.
Ein Jahr später verließ er den Schweizer Klub und kehrte nach Tschechien zurück, als er vom HC Kometa Brno aus der tschechischen Extraliga verpflichtet wurde. Für Kometa Brno erzielte er 27 Scorerpunkte in 51 Partien. Zur Saison 2021/22 entschloss er sich zu einer Rückkehr nach Österreich und unterschrieb einen Vertrag beim EC Red Bull Salzburg aus der inzwischen in ICE Hockey League umbenannten höchsten Spielklasse.

## Erfolge und Auszeichnungen
| - 2013 NCAA-Division-I-Championship mit der University of Notre Dame - 2019 Ron Kennedy Trophy - 2019 Topscorer der EBEL-Hauptrunde | - 2019 EBEL All-Star-Team - 2022 Ron Kennedy Trophy |

## Karrierestatistik
(Legende zur Spielerstatistik: Sp oder GP = absolvierte Spiele; T oder G = erzielte Tore; V oder A = erzielte Assists; Pkt oder Pts = erzielte Scorerpunkte; SM oder PIM = erhaltene Strafminuten; +/− = Plus/Minus-Bilanz; PP = erzielte Überzahltore; SH = erzielte Unterzahltore; GW = erzielte Siegtore; 1 Play-downs/Relegation; Kursiv: Statistik nicht vollständig)